# Црква Светог Николе у Дражевцу
Црква Светог Николе у Дражевцу, насељеном месту на територији Градске општине Обреновац, подигнута је 2013. године и припада Епархији шумадијској Српске православне цркве.